# 楊士燮
楊士燮 (1855年—?)，字赞元，号味春，一号渭春，又号味莼，安徽省泗州（今安徽省泗縣）人，清朝政治人物、進士出身。弟楊士驤、楊士琦、楊士晟等。
光緒十四年孝廉；光緒二十年，登進士，同年五月，任工部員外郎。光緒二十六年，升任工部郎中。光緒二十七年，任江西道監察御史，管理街道事務。光緒二十八年，任山西鄉試副考官。宣統退位以後，隱居天津。
楊士燮娶了吳棠的女兒為妻，生了八個兒子，都曾出國留學，人稱楊家將。其中一子為楊毓章，曾經留學日本，後來成為天津中國銀行第一任行長。楊毓章生子子楊憲益，是中國著名翻譯家、外國文學研究家、詩人。